# Michel Ringoir
 (novembre 2012).
Si vous disposez d'ouvrages ou d'articles de référence ou si vous connaissez des sites web de qualité traitant du thème abordé ici, merci de compléter l'article en donnant les références utiles à sa vérifiabilité et en les liant à la section « Notes et références ».
Michel Ringoir, né le 25 mai 1931 à Alost (Belgique), est un ancien pilote automobile belge.

## Biographie
Il a couru en rallye et GT de 1954 à 1960. 
Considéré comme l'un des plus grands pilotes belges de son époque, il a dû jeter l'éponge au début de l'année 1961, à la suite de la perte des avoirs familiaux due à la crise du Congo belge. 
Associé à Olivier Gendebien, il a notamment terminé troisième du Tour Auto 1956, sur Ferrari 250 GT.
Collectionneur dès son plus jeune âge, M. Ringoir a possédé -entre autres- deux Ferraris mythiques : la toute première Ferrari 250 GT sortie des usines Ferrari (250 Europa GT Coupe S2 PF, s/n 0357GT mise en circulation en 1954), et la 250 GT LWB Berlinetta Scaglietti TdF de 1957 (rachetée en 1980 par le musicien Eric Clapton).